# Pippuhana unicolor
Pippuhana unicolor là một loài nhện trong họ Anyphaenidae.
Loài này thuộc chi Pippuhana. Pippuhana unicolor được Eugen von Keyserling miêu tả năm 1891.